# Focillodes griseata
Focillodes griseata là một loài bướm đêm trong họ Noctuidae.